# Leucaniodes periconia
Leucaniodes periconia är en fjärilsart som beskrevs av Louis Beethoven Prout 1922. Leucaniodes periconia ingår i släktet Leucaniodes och familjen mätare. Inga underarter finns listade i Catalogue of Life.